# 曲遷喬
曲遷喬（1548年—1618年），字允升，一字允中，号带溪，山東濟南府長山縣（今屬濱州市）人，民籍，明朝政治人物。

## 生平
隆慶四年（1570年）庚午科順天府鄉試第一百四名。萬曆五年（1577年）進士第三甲第二百三十名，历沁水县知县，选工科给事中，萬曆二十一年（1593年）出為浙江副使，历升浙江按察使、廣西布政使，萬曆三十五年（1607年）升順天府府尹，官至通政使。万历四十六年（1618年）二月十三日卒。

## 家族
曾祖父曲惠；祖父曲瓛；父親曲來。母許氏。重庆下。弟遷善、遷梧、遷中。